# Akstafamattor
Akstafamattor är ett slags handknutna mattor från Kaukasus. Mattypen har fått sitt namn från staden Aghstafa (ibland Akstafa) i Azerbajdzjan. Mattorna är tätt knutna med turkisk knut och är i regel rektangulära.